# Zygmunt Kalinowski
Zygmunt Kalinowski (Laski, 1949. május 2. –), lengyel válogatott labdarúgókapus.
A lengyel válogatott tagjaként részt vett az 1974-es világbajnokságon.

## Sikerei, díjai
Lengyelország
- Világbajnoki bronzérmes (1): 1974